# Терехово (станция метро)
«Те́рехово» —  станция Московского метрополитена на западном участке Большой кольцевой линии. Расположена в районе Хорошёво-Мнёвники (СЗАО) вблизи деревни Терехово, по которой и получила название. Открытие состоялось 7 декабря 2021 года в составе участка «Мнёвники» — «Каховская».

## Название
Изначальное название станции соответствует нынешнему, однако в проектах оно неоднократно менялось. Так, 2 апреля 2019 года Сергей Собянин подписал постановление о присвоении станции названия «Мнёвники» по находившейся рядом бывшей одноимённой деревне. Но уже 8 декабря 2020 года мэр Москвы подписал отменяющее данное название постановление, таким образом вернув станции название «Терехово». Название «Мнёвники» в итоге было отдано соседней станции, ранее фигурировавшей как «Карамышевская».
В 1990-е годы, а также с 2010 по 2016 станция фигурировала на перспективных картах строительства как «Парк Чудес». Это было связано с проектом строительства самого большого в Европе парка аттракционов и развлечений именно в Тереховской пойме. В результате проект был реализован в Нагатинской пойме под названием «Остров мечты».

## История
Летом 2012 года в проект строительства Большой кольцевой линии были внесены изменения. Согласно им, западный участок линии «Хорошёвская» — «Кунцевская» планировалось открыть в декабре 2015 года. По проекту в составе западного участка должна быть построена станция «Терехово».
В феврале 2013 года в градостроительной комиссии Москвы был утверждён проект участка Большой кольцевой линии «Хорошёвская» — «Кунцевская», предусматривающий строительство станции метро «Терехово».
7 декабря 2021 года президент России Владимир Путин торжественно открыл станцию метро «Терехово», наряду с другими девятью станциями Большой кольцевой линии метрополитена Москвы.

## Расположение
Станция расположена в срединной части территории Мнёвниковской поймы вблизи деревни Терехово.

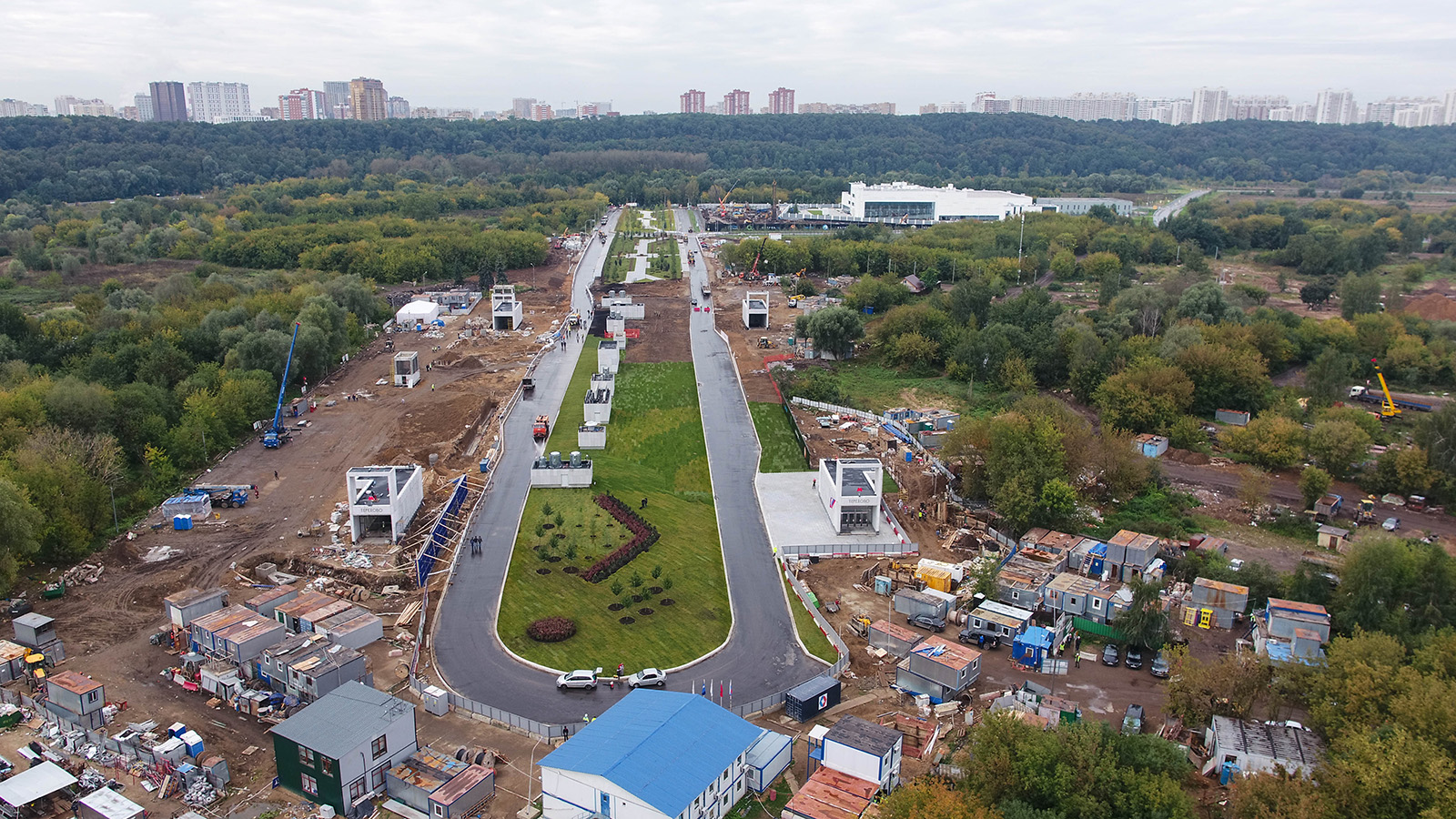
Вестибюли и вентшахты станции
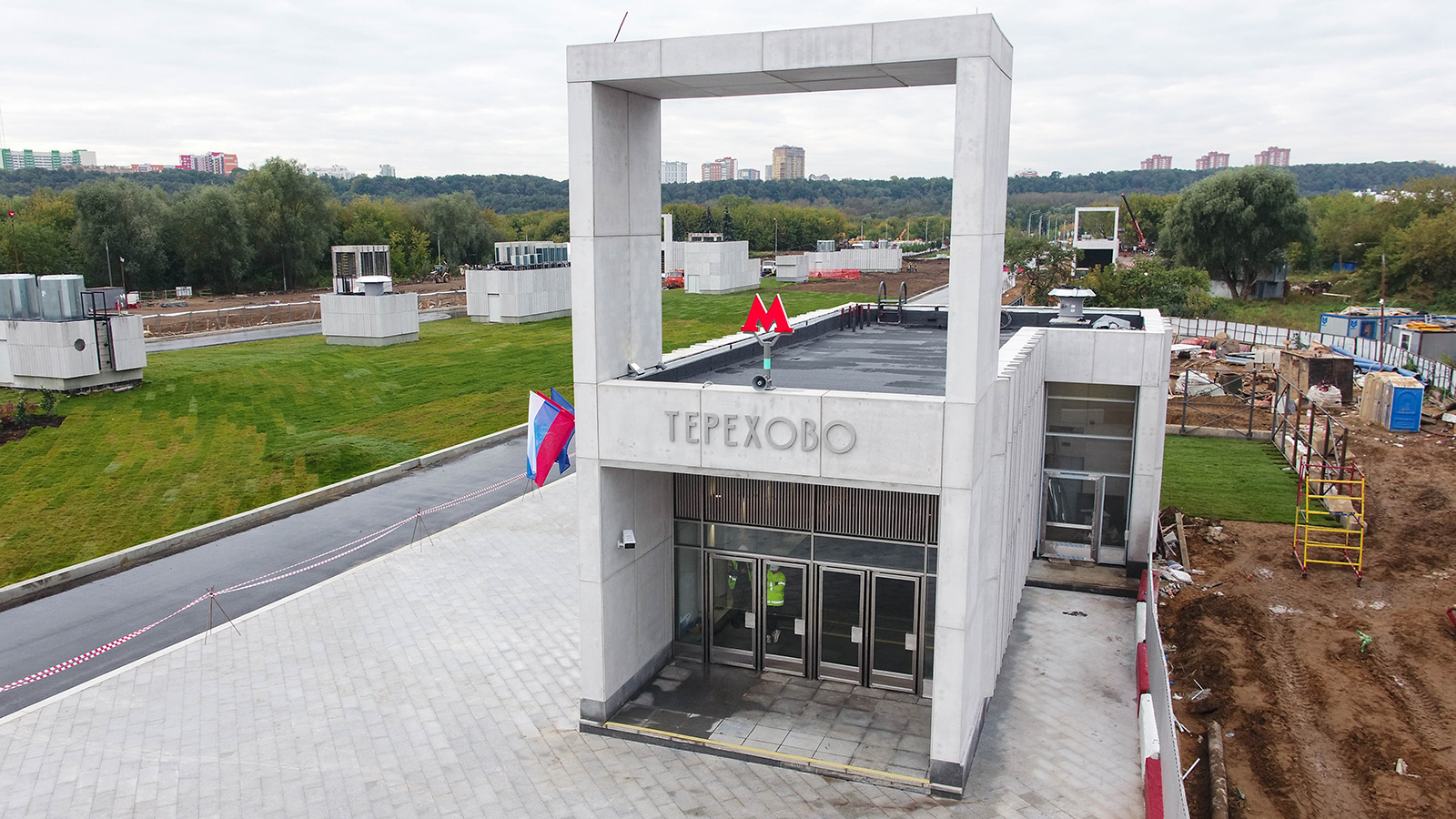
Один из наземных вестибюлей станции
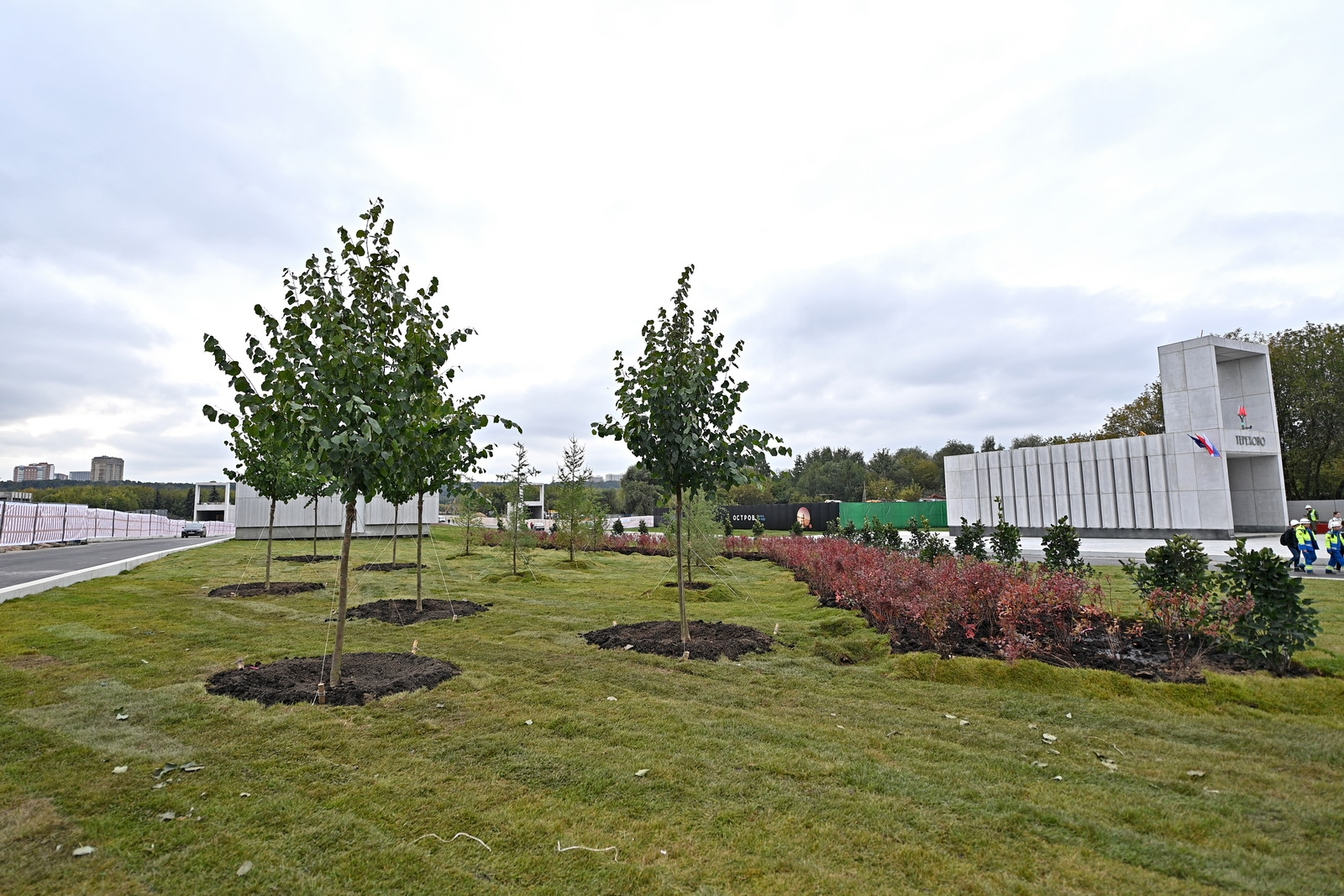
Парк между вестибюлями станции

## Архитектура и оформление
30 января 2016 года был завершён архитектурный конкурс на дизайн станций метро «Нижние Мнёвники» и «Терехово».
Станцию украсили силуэты людей, которые нанесли на колонны с помощью технологии цифровой печати по бетону, а также светодиодные светильники-кольца, которые распределяют свет в разные стороны. Пол выложен гранитом. Для отделки станции впервые использовались панели из особого материала — стеклофибробетона. Было изготовлено более восьми тысяч панелей общей площадью 10 000 м², весом от 60 до 100 килограммов каждая. 

Вход на станцию
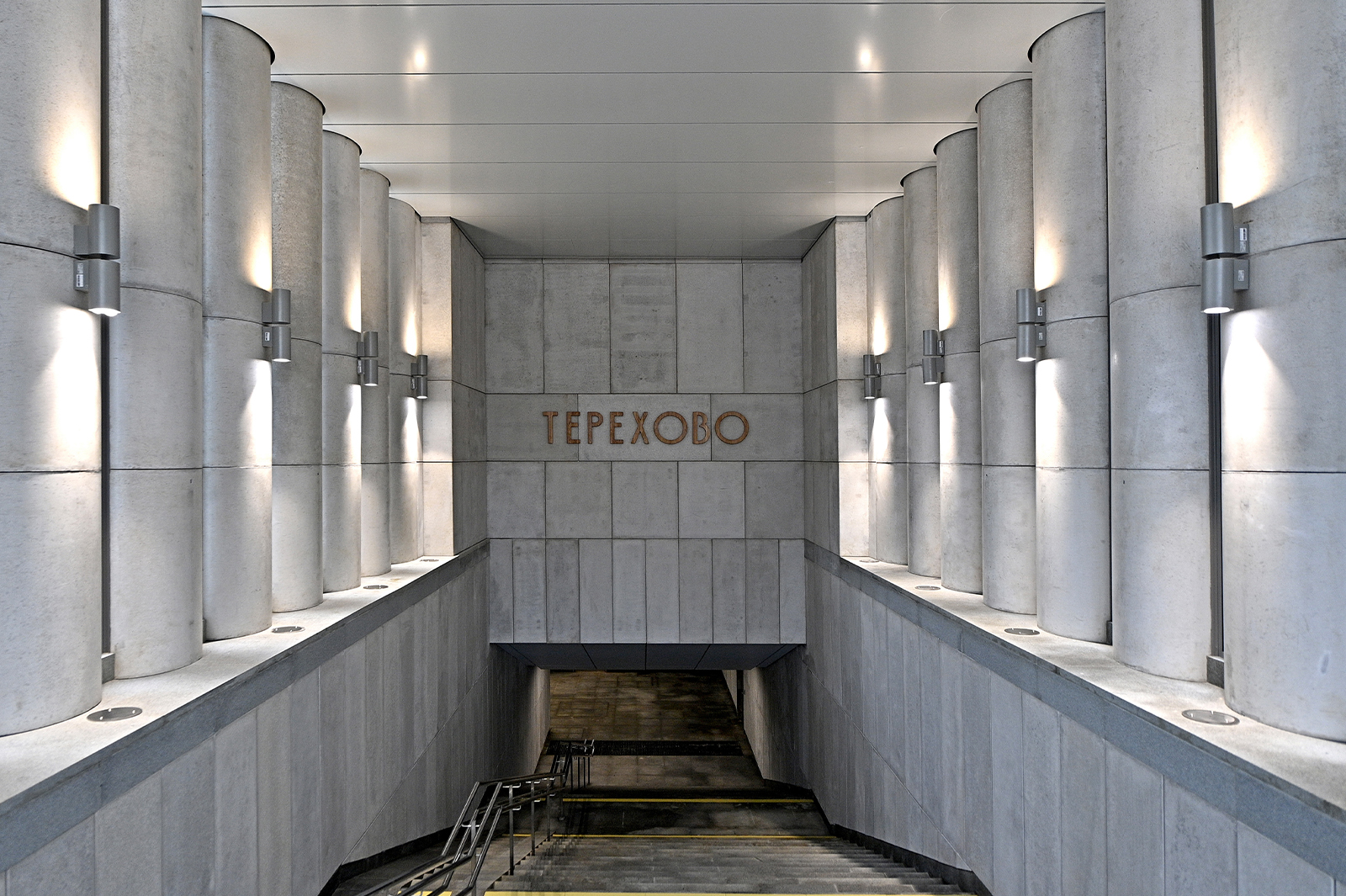
Лестница одного наземных вестибюлей
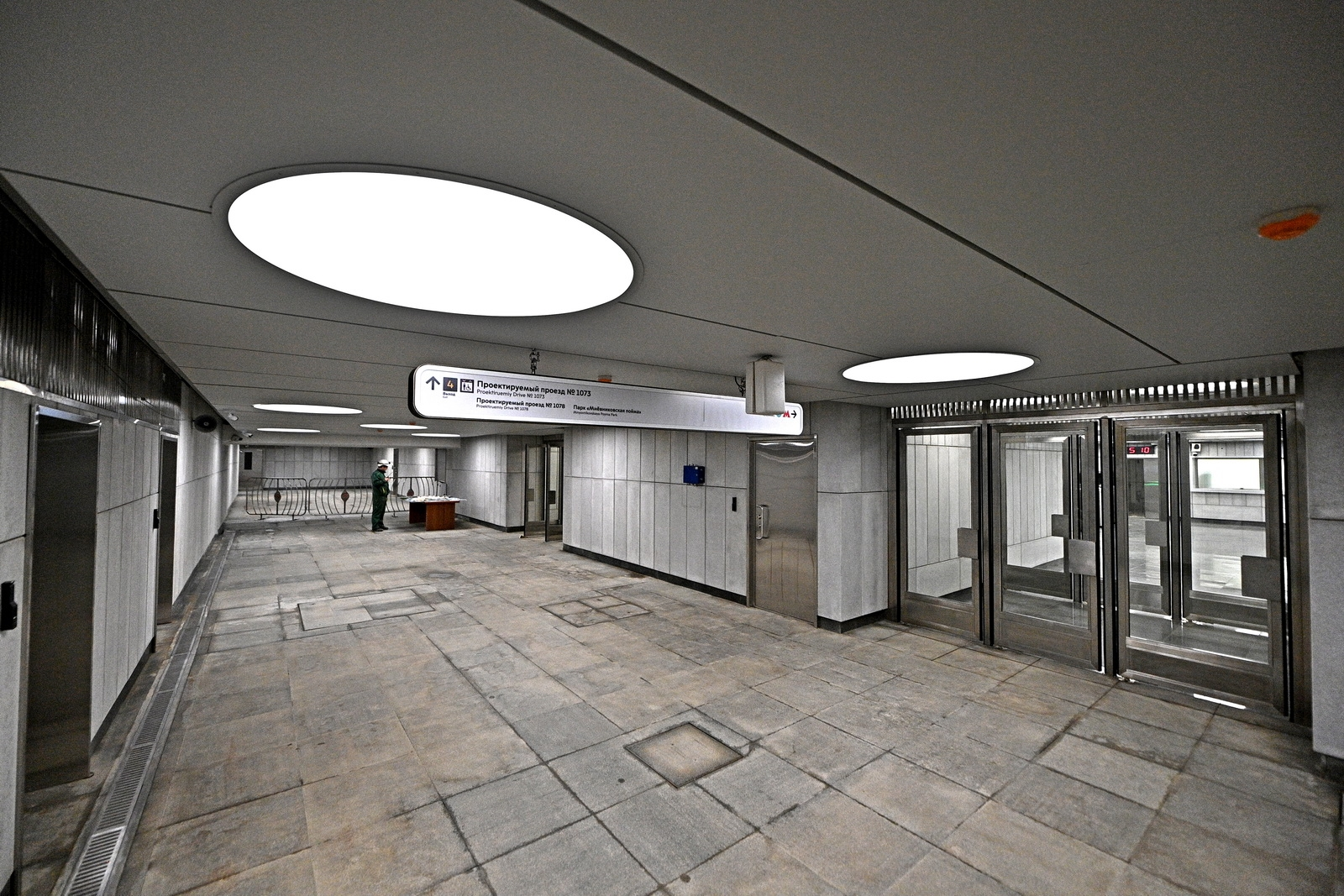
Подземный переход перед входом в турникетный зал
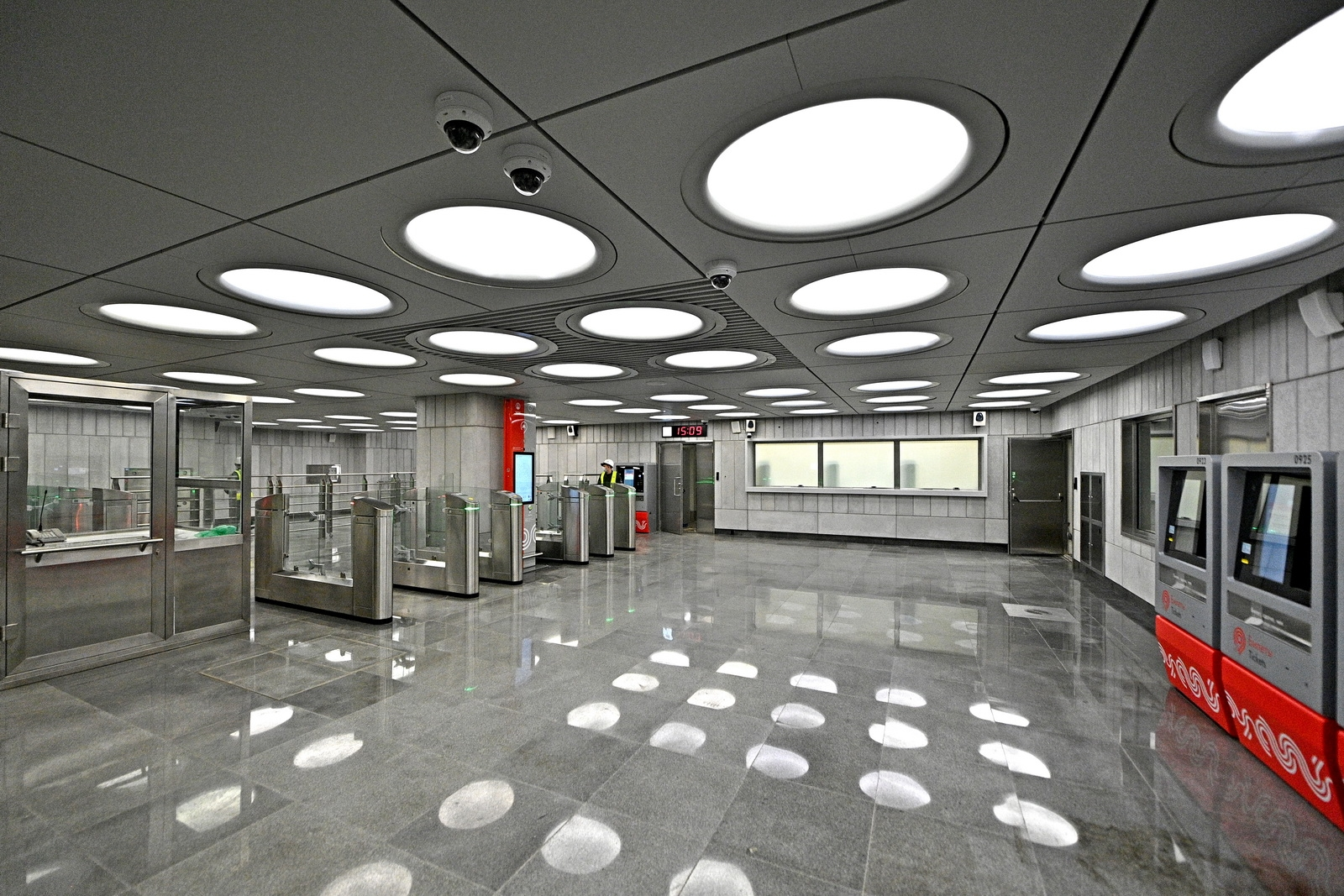
Турникетно-кассовый зал

Эскалаторы
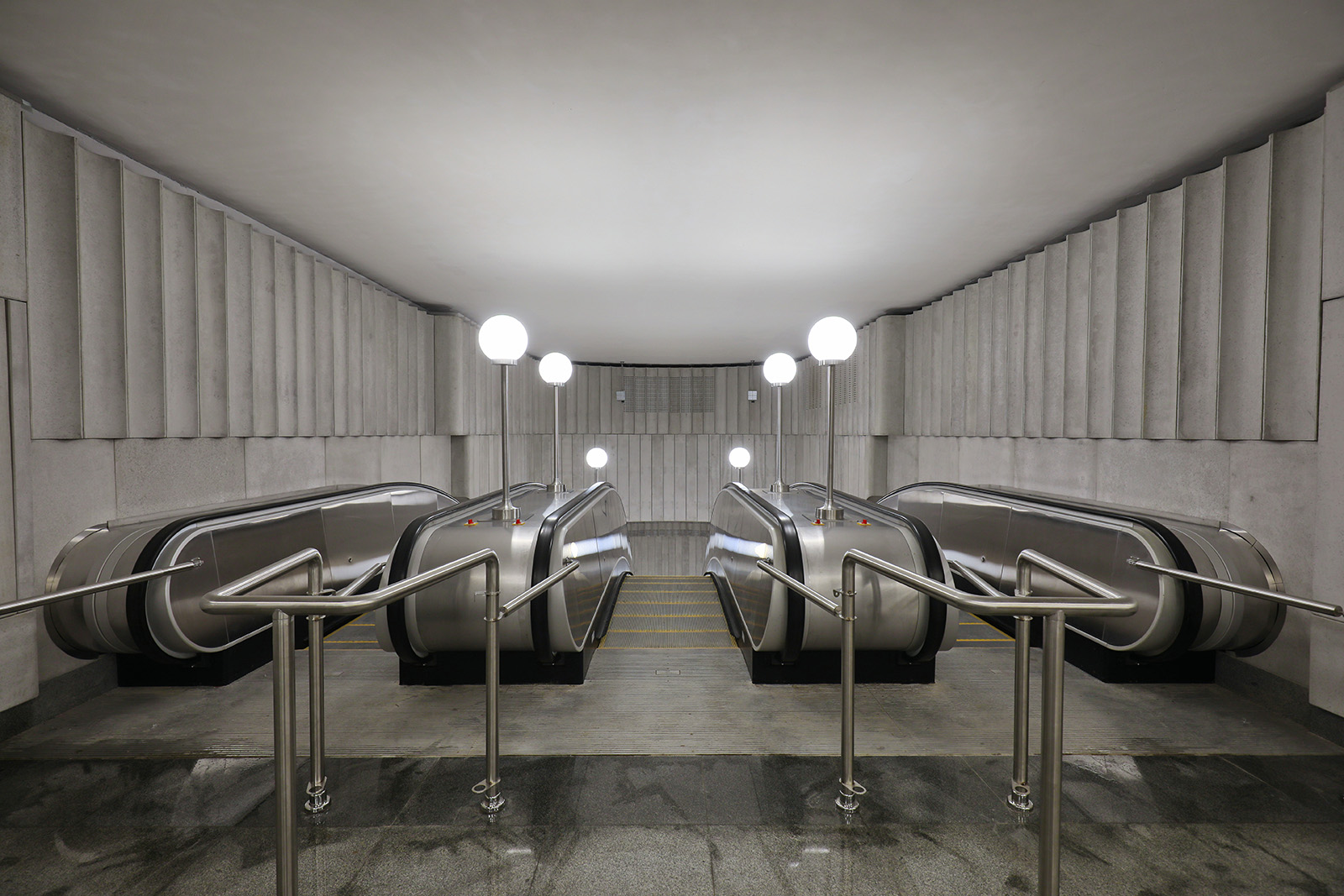
Верхняя часть эскалаторного наклона
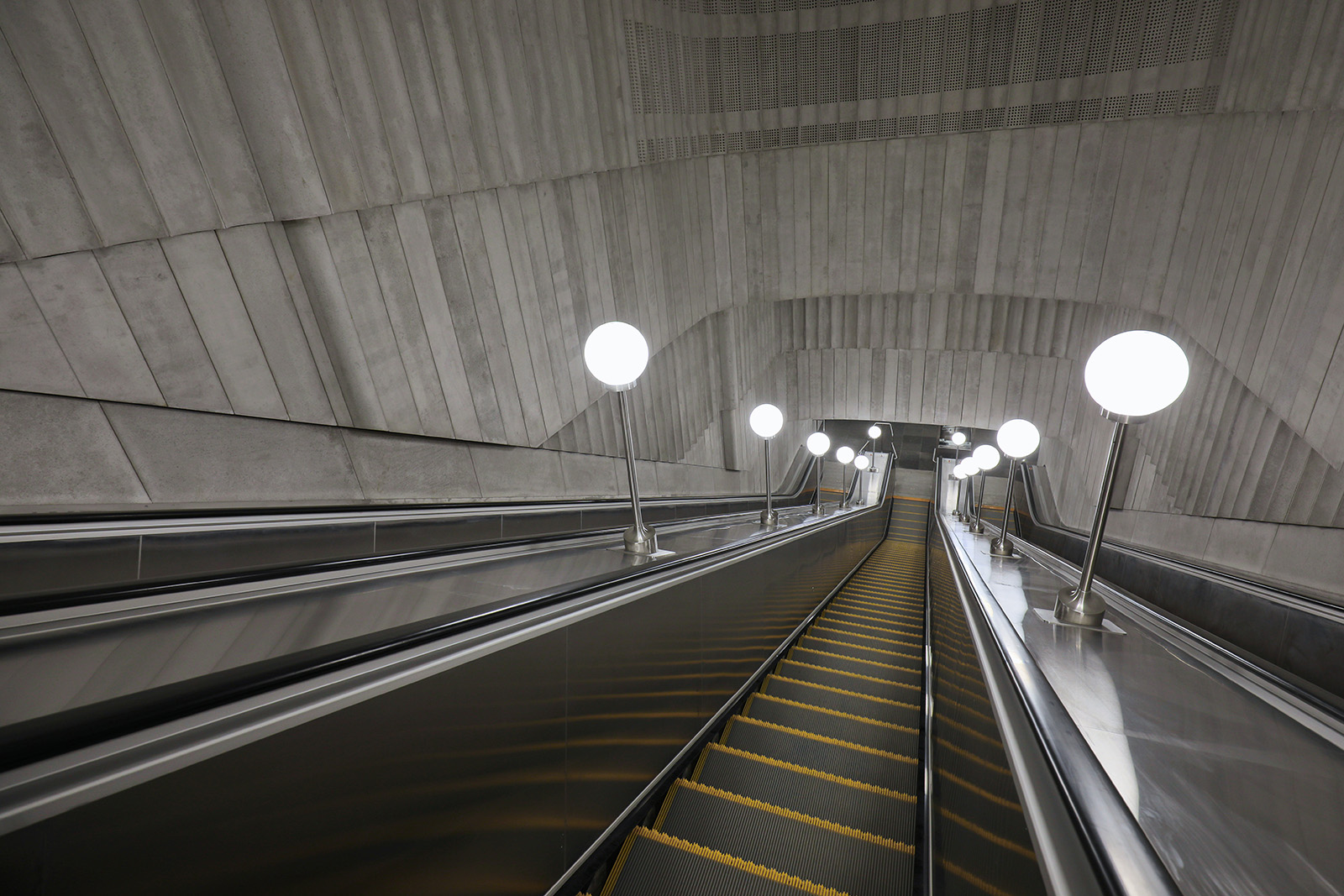
Эскалаторы, вид вниз
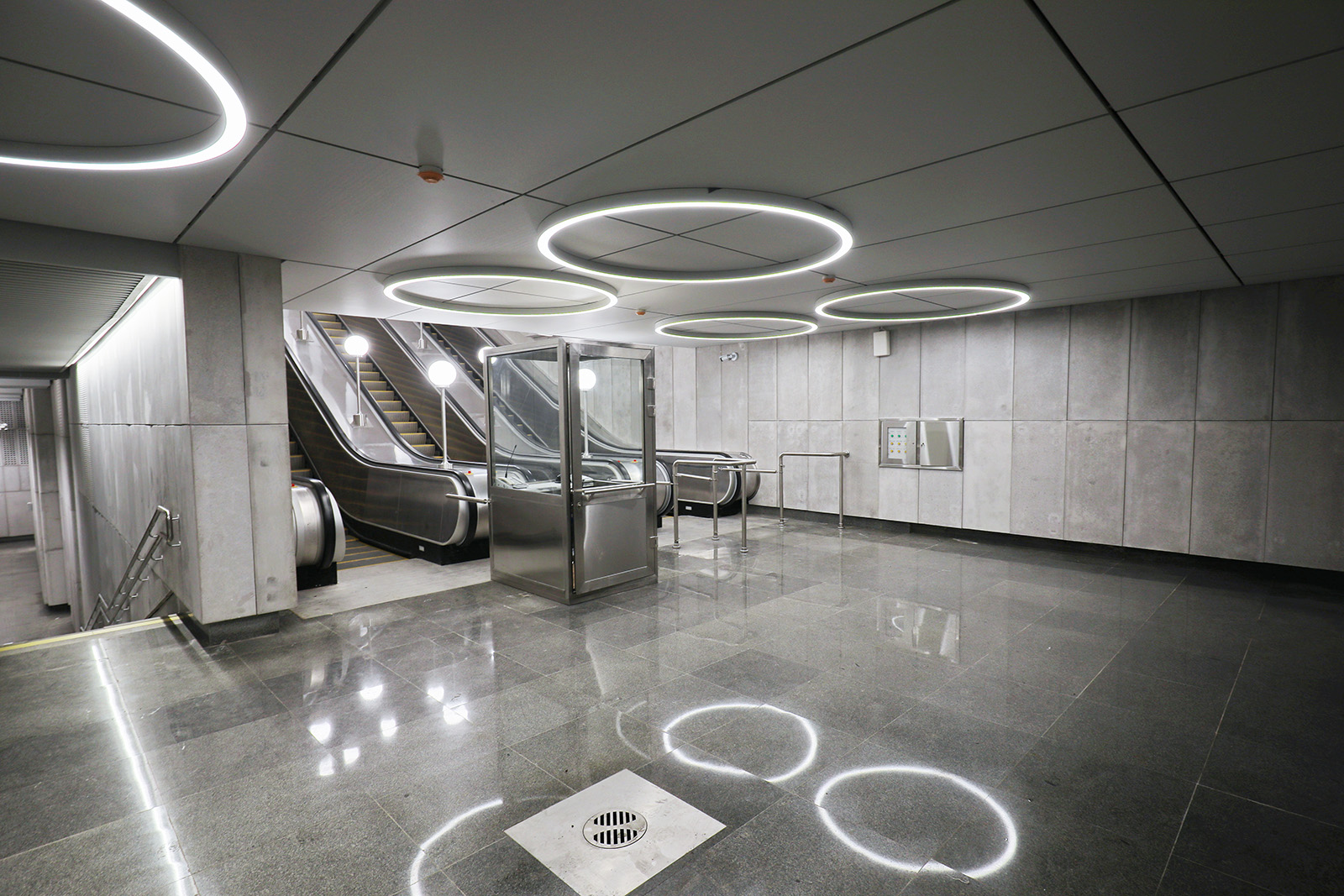
Нижняя часть эскалаторного наклона

Путевой зал
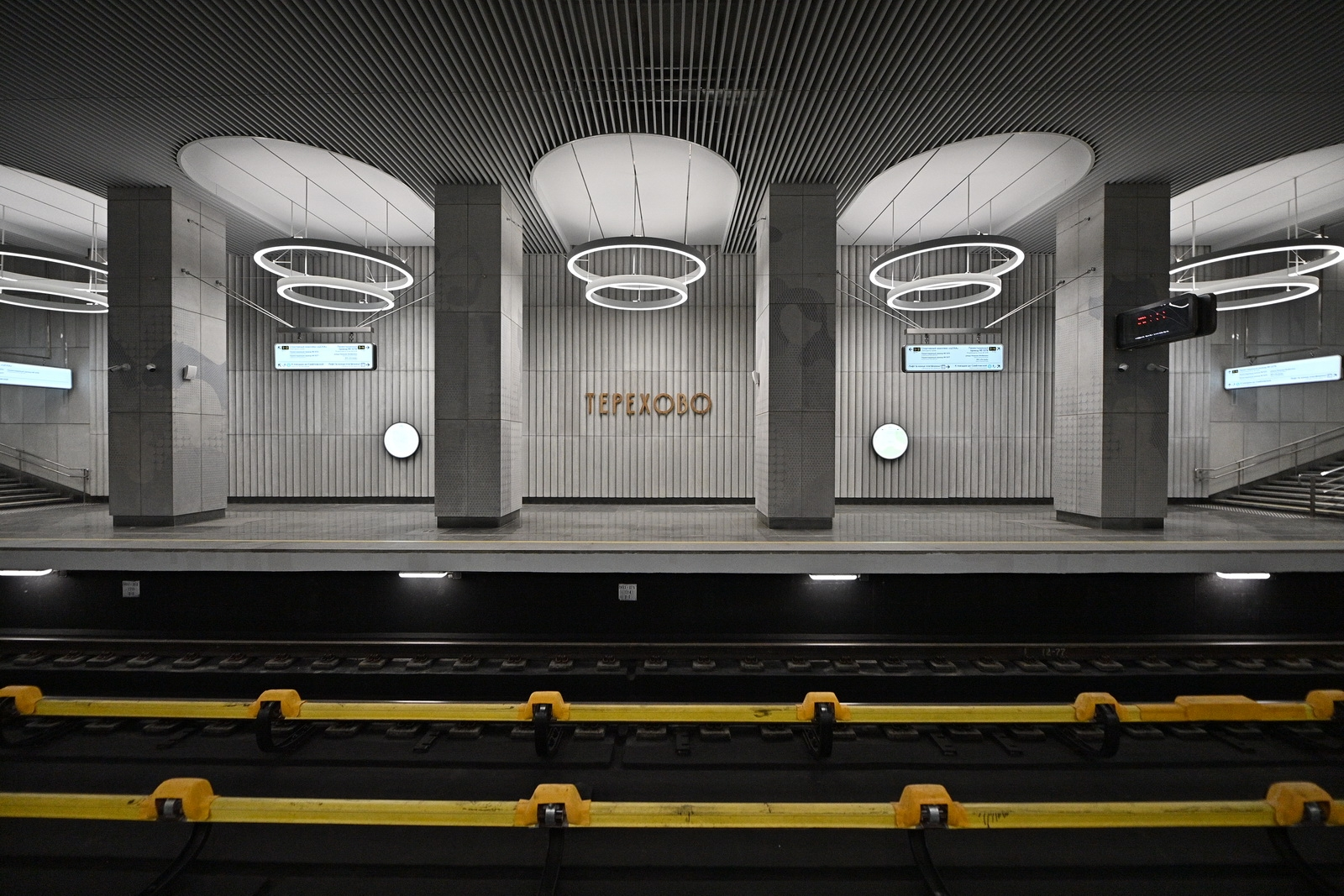
Колонны и потолочные светильники, вид сбоку
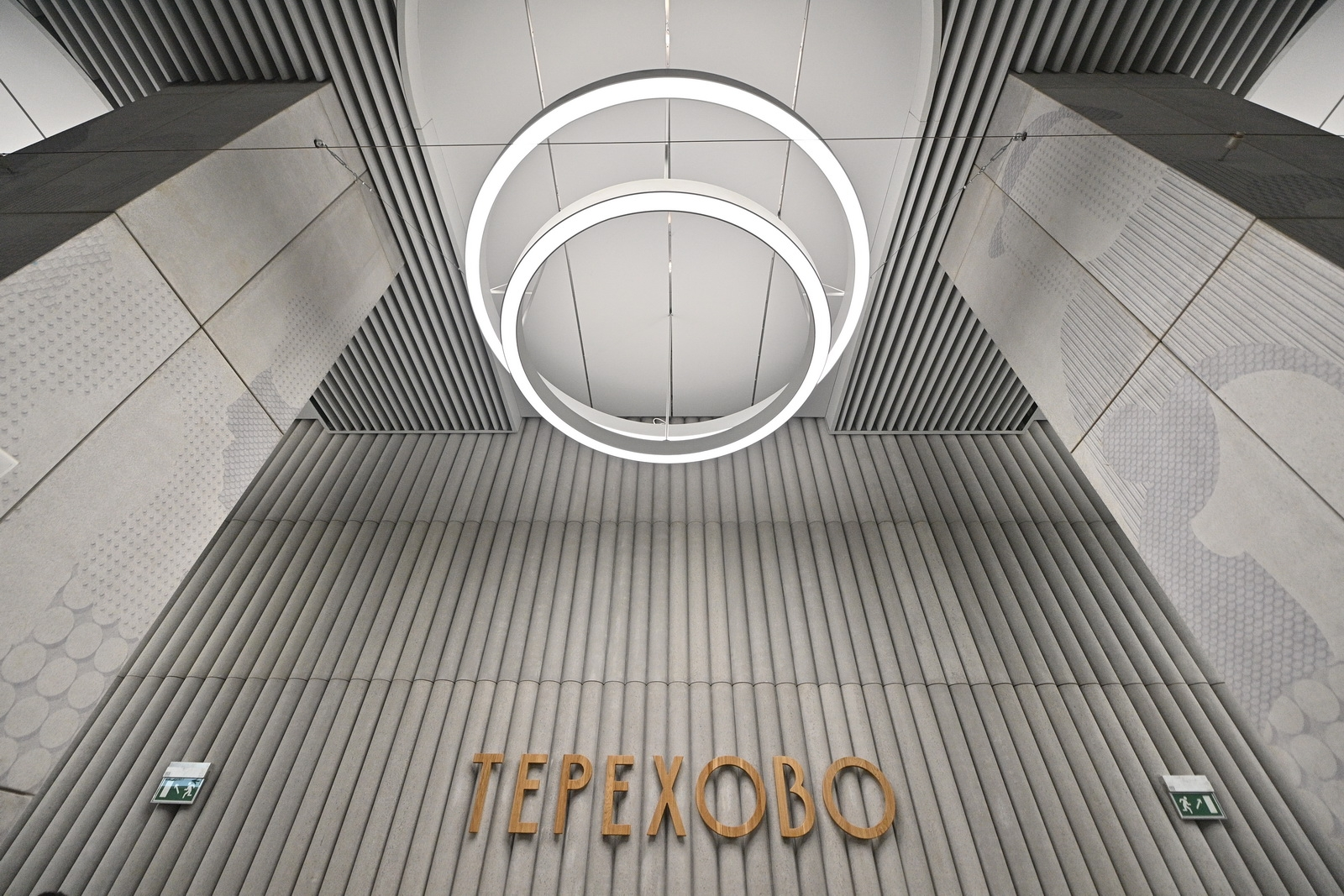
Надпись с названием станции и потолочный светильник
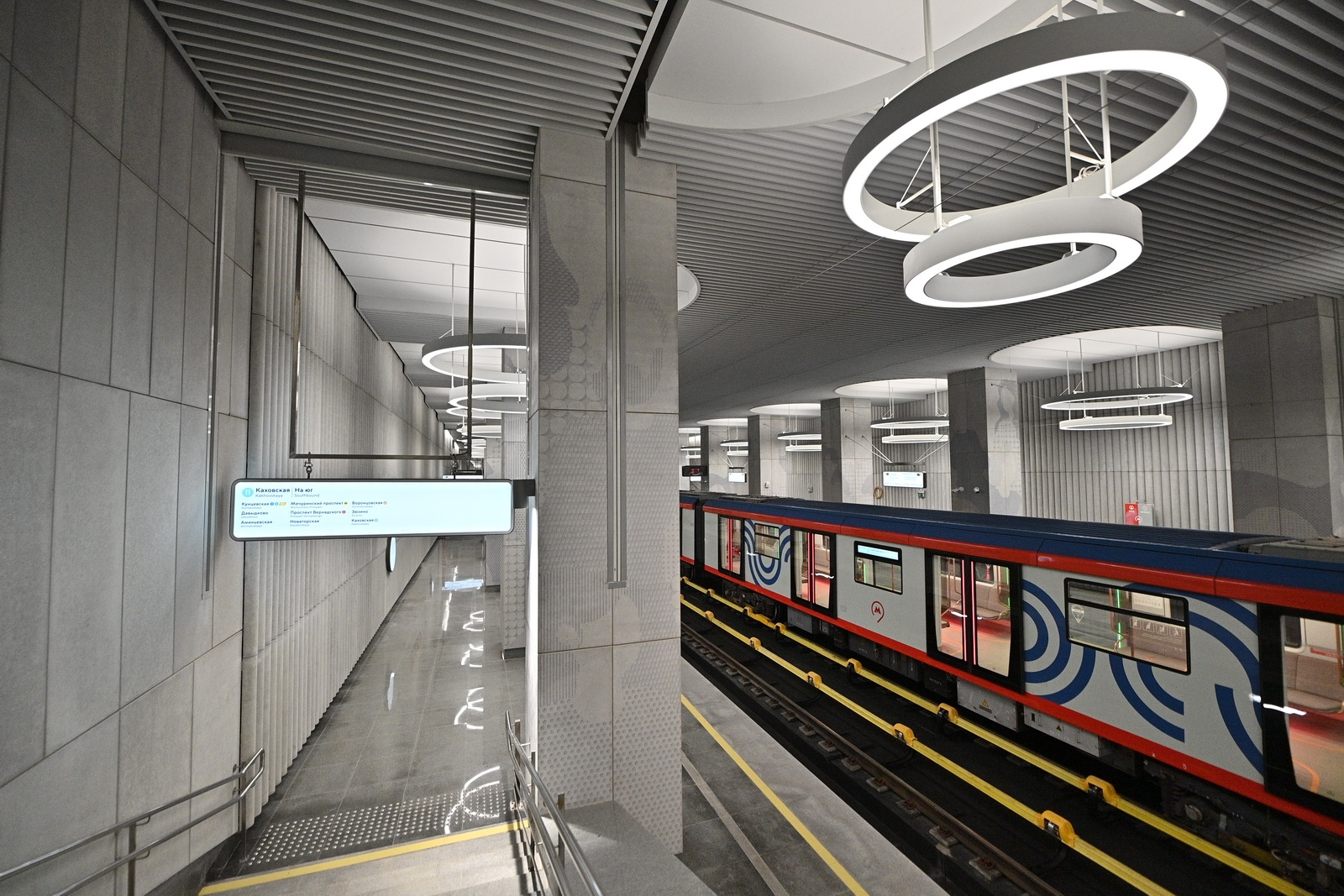
Лестница к платформе и колонна. Виден борт вагона электропоезда 81-775/776/777 «Москва-2020»
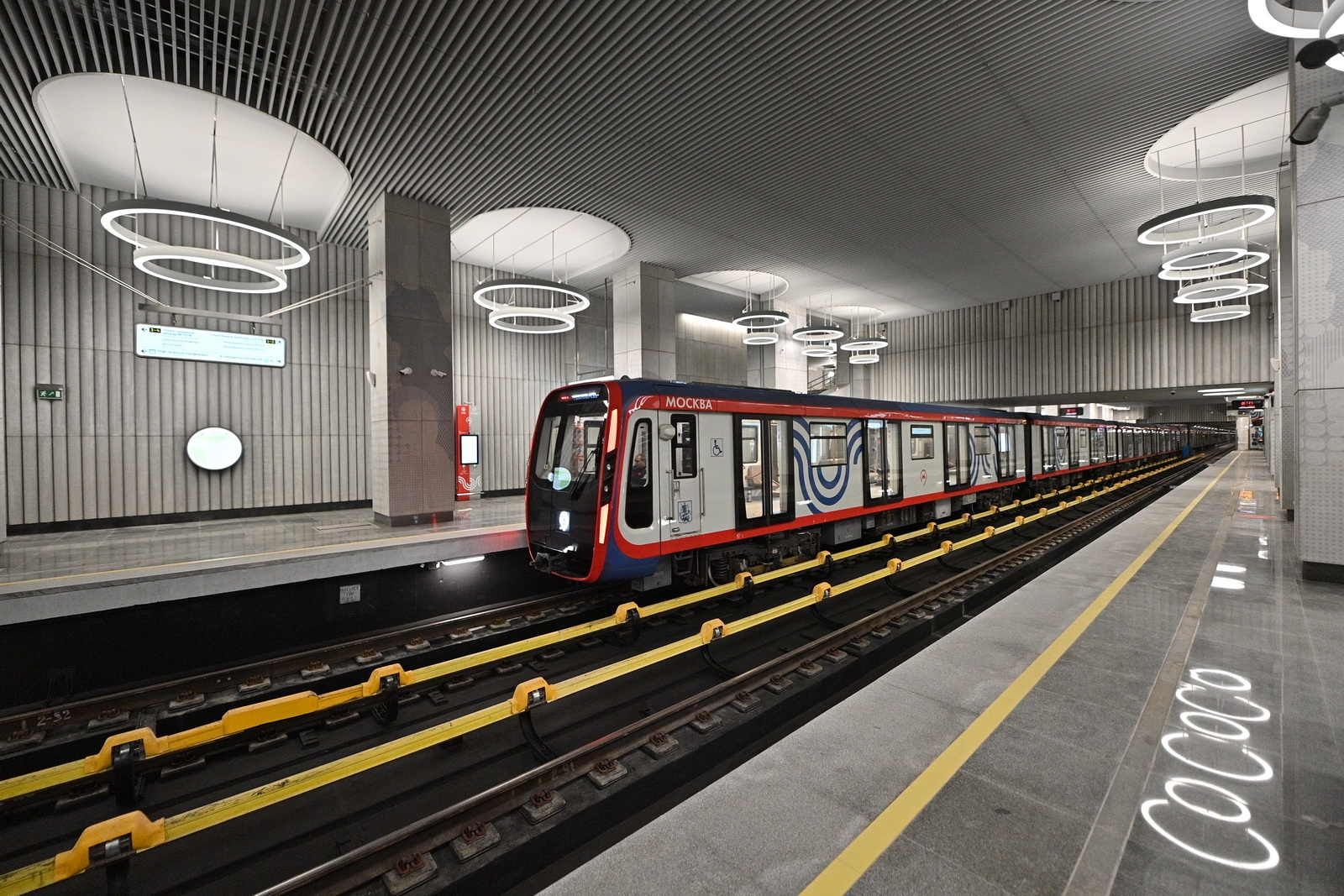
Электропоезд 81-775/776/777 «Москва-2020» и пути станции
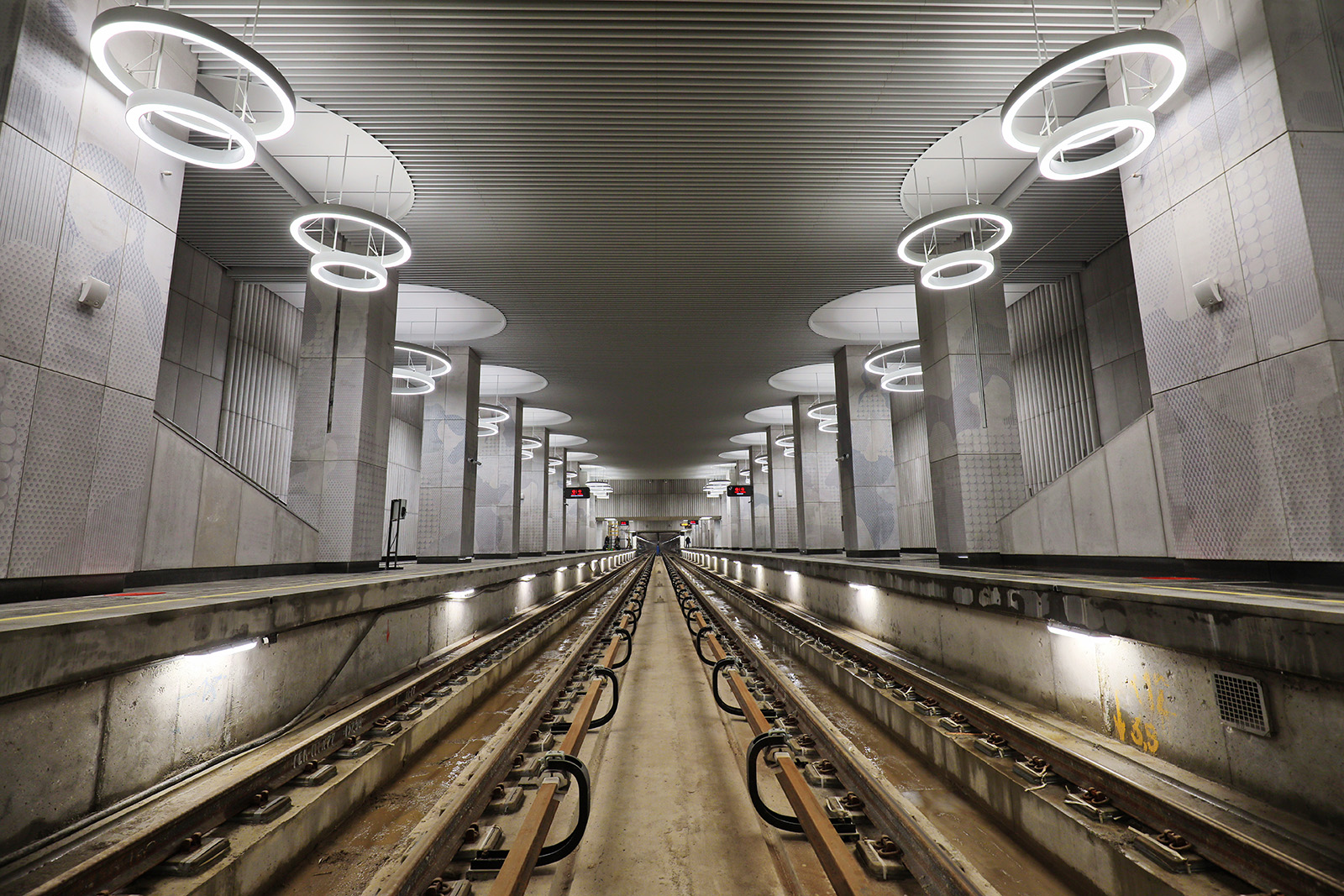
Вид в междупутье (состояние за 3 месяца до открытия без коробов контактных рельсов)
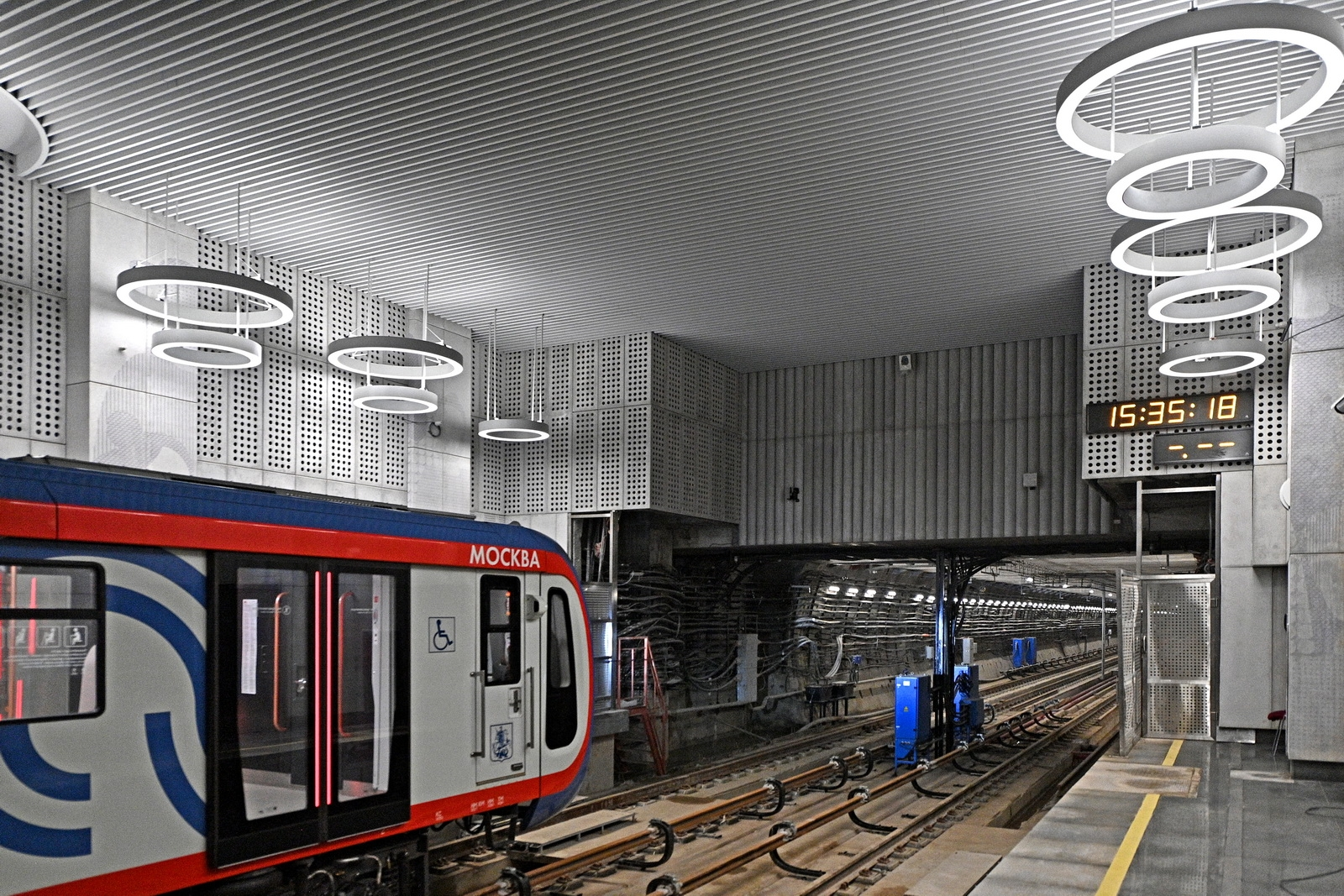
Портал тоннеля и цифровые часы (состояние за 3 месяца до открытия без коробов контактных рельсов)

## Строительство
Генеральный проектировщик и генеральный подрядчик по строительству станции — Мосинжпроект.
- В марте 2017 года был объявлен открытый конкурс на строительство участка метро, включающего эту станцию, итоги должны были быть подведены в апреле того же года[15].
- В июле 2017 года стало известно, что строительство станции начнётся в 2018 году[4].
- В сентябре 2017 года был объявлен новый конкурс на строительство участка, включающего эту станцию. Согласно требованиям закупки, победитель конкурса должен будет завершить все строительно-монтажные работы до 31 декабря 2019 года[16].
- В начале января 2018 года стало известно, что в ближайшее время начнётся строительство станции, а также будет полностью перекрыта объездная дорога вокруг Терехова в Мнёвниковской пойме между домами 81 и 86 с 15 января 2018 года по 31 декабря 2019 года[17].
- 15 мая 2018 года — началось строительство станции[18]. В Тереховской пойме проводились геологоразведочные работы на протяжении всего лета, в августе огородили несколько стройплощадок.
- 18 апреля 2019 года — завершилось сооружение стены в грунте на стройплощадке станции. Специалисты приступили к установке распорной системы котлована и разработке грунта[19].
- 9 сентября 2019 года — началось строительство двухпутного тоннеля между станциями «Народное Ополчение» и «Мнёвники»[20][21].
  - 18 декабря 2019 года — закончилась проходка данного участка длиной 938 метров[22].
- На 23 сентября 2020 года щиту ТПМК Herrenknecht S-956 «Лилия» осталось пройти 110 колец (198 метров) из 2232 м, выход в октябре[23], после чего строительство перегона до Кунцевской будет завершено.
- 10 октября 2020 года — завершена проходка тоннелей на западном участке Большой кольцевой линии. Это произошло в момент выхода 10-метрового щита ТПМК Herrenknecht S-956 «Лилия» на станцию «Кунцевская»[24].
- 12 марта 2021 года — начало отделочных работ на станции, в ЦЗ установлены пробные варианты облицовки колонн и путевых стен[25].
- 20 марта 2021 года — ведётся строительство выходов, раскрываются котлованы проходных коридоров к вестибюлям[26].
- 1 апреля 2021 года в станционном лотке начали прокладывать рельсы[27].
- 11 сентября 2021 года — технический пуск участка «Мнёвники» — «Давыдково».
- 30 октября 2021 года — станцию подключили к электросети[28].
- 7 декабря 2021 года — открытие станции в составе участка «Мнёвники» — «Каховская».

## Наземный общественный транспорт
На этой станции можно пересесть на следующие маршруты городского пассажирского транспорта:
- Автобусы: 271